# Carl Friedrich Hoffmann

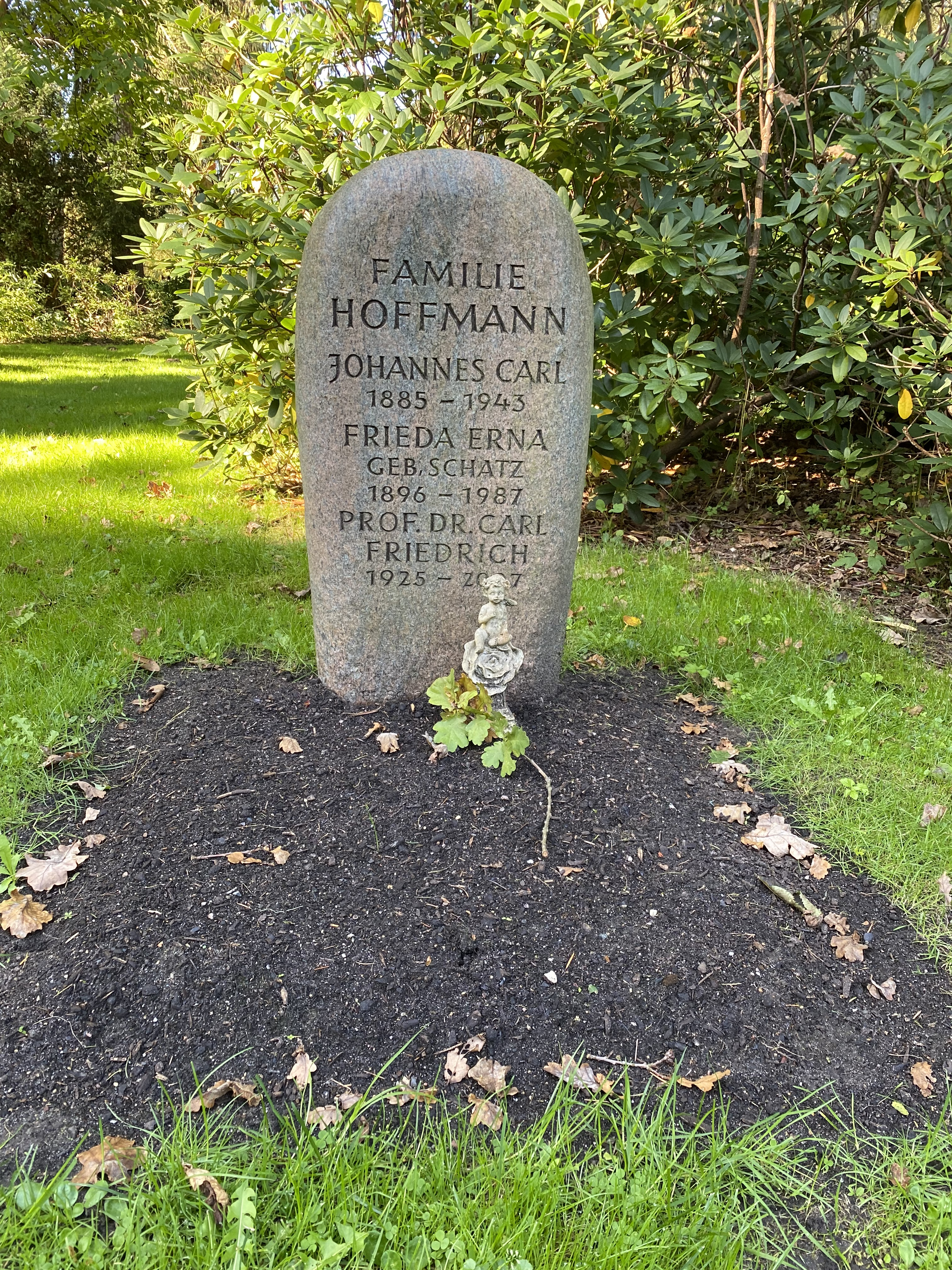
Grabstätte Carl Friedrich Hoffmann auf dem Friedhof Ohlsdorf

Carl Friedrich Hoffmann (* 13. Juli 1925; † 28. April 2007) war ein deutscher Afrikanist und Professor an der Universität Bayreuth.

## Leben
Hoffmann lernte schon als Schüler in Hamburg Swahili. Nach Abitur und Arbeitsdienst leistete er ab 1943 Kriegsdienst in der Wehrmacht und wurde im März 1944 an der Ostfront verwundet. Nach Wiedereröffnung der Universität Hamburg im Herbst 1945 studierte er Afrikanistik mit den Nebenfächern Phonetik und Latein. Bei Johannes Lukas promovierte er 1955 über das Bura. Anschließend bekam er ein zweijähriges Forschungsstipendium des International African Institute für Feldforschungen in Nigeria, wo er vor allem tschadische Sprachen Mittel- und Nordnigerias studierte. 
Mit seinem nigerianischen Kollegen Ayo Bamgbose gründete er das Department of Linguistics and Nigerian Languages der Universität Ibadan. Im Wintersemester 1980 übernahm er die Vertretung und ab dem Wintersemester 1981 den Lehrstuhl für Afrikanistik der Universität Bayreuth. Seine Bibliothek vermachte er der Universitätsbibliothek Bayreuth.
Seine Grabstätte befindet sich auf dem Hamburger Friedhof Ohlsdorf im Planquadrat Bl 59.

## Schriften (Auswahl)
- A grammar of the Margi language. London 1963, OCLC 1089485772.